# Euchlaena imitata
Euchlaena imitata là một loài bướm đêm trong họ Geometridae.